# Cmentarz rzymskokatolicki w Puszczykowie
Cmentarz rzymskokatolicki w Puszczykowie – cmentarz parafii Matki Boskiej Wniebowziętej w Puszczykowie, którego budowa została zakończona 12 grudnia 1947.